# Marko Jordan
Marko Jordan (sinh 27 tháng 10 năm 1990) là một cầu thủ bóng đá Croatia đá cho Latina.

## Sự nghiệp câu lạc bộ
Anh ra mắt chuyên nghiệp ở Croatian First Football League cho Šibenik ngày 8 tháng 5 năm 2010 trong trận đấu với Dinamo Zagreb.